# Валя-Нандрій
Валя-Нандрій (рум. Valea Nandrii) — село у повіті Арджеш в Румунії. Входить до складу комуни Дирменешть.
Село розташоване на відстані 115 км на північний захід від Бухареста, 17 км на північ від Пітешть, 114 км на північний схід від Крайови, 90 км на південний захід від Брашова.

## Населення
За даними перепису населення 2002 року у селі проживали 742 особи, усі — румуни. Усі жителі села рідною мовою назвали румунську.